# Sociedad Deportivo Quito
O Sociedad Deportivo Quito é um clube de futebol profissional do Equador,  quinto maior vencedor do Campeonato Equatoriano com cinco conquistas.

## História
Fundado em 9 de julho de 1940 com a denominação de Sociedad Deportiva Argentina e refundado em 27 de fevereiro de 1955 com o atual nome, na cidade de Quito, é atualmente integrante da 1ª Divisão do campeonato nacional, utilizando o Estádio Olímpico Atahualpa para os seus mandos, estádio que tem capacidade para 40.948 pessoas.

## Estádio
O Deportivo Quito anunciou em 13 de novembro de 2008 o lançamento do seu próprio estádio, onde foi apresentada uma maqueta. O novo estádio terá capacidade para 20.000 pessoas e será construído um centro comercial anexo, que também servirá como lugar para venda de ingressos.

## Futebol
Além da conquista em 2009, o SD Quito também venceu o Equatoriano em 1964, 1968 e 2008. Pelo estilo de jogo da equipe, recebe a alcunha de La Academia de los Ecuatorianos desde 1940 (A Academia dos Equatorianos desde 1940).

## Rivais
Tem rivais históricos, como Liga Deportiva Universitaria, Sociedad Deportiva Aucas e Club Deportivo El Nacional.
Rivaliza também com o Independiente del Valle, por questões regional e de títulos.

## Títulos
| NACIONAIS | NACIONAIS                        | NACIONAIS | NACIONAIS                     |
|           | Competição                       | Títulos   | Temporadas                    |
| --------- | -------------------------------- | --------- | ----------------------------- |
|           | Campeonato Equatoriano           | 5         | 1964, 1968, 2008, 2009 e 2011 |
|           | Campeonato Equatoriano - Série B | 1         | 1980                          |
|           | Campeonato Equatoriano - Série C | 1         | 1967                          |

### Campanhas de Destaque
- Vice-Campeonato Equatoriano de Futebol: 3 vezes (1985, 1988 e 1997).
- Vice-Campeonato Equatoriano - 2ª Divisão: 4 vezes (1972 E1, 1974 E2, 1976 E1 e 1977 E2).

## Histórico em competições oficiais
- Copa Libertadores da América (10 participações) - 1965, 1969, 1986, 1989, 1998, 2009, 2010, 2011, 2012 e 2014
- Melhor colocação: Oitavas-de-final (1989 e 2012)

- Copa Sul-americana (4 participações) - 2008, 2010, 2011 e 2012
- Melhor colocação: Oitavas-de-final (2012)

## Jogadores históricos
Esta é uma lista dos principais jogadores que já passaram pelo Deportivo Quito: